# Castle Hill (dzielnica w Ipswich)
Castle Hill – dzielnica miasta Ipswich, w Anglii, w Suffolk, w dystrykcie Ipswich. W 2011 dzielnica liczyła 7463 mieszkańców.